# Fachassistent Rechnungswesen und Controlling
Der Fachassistent Rechnungswesen und Controlling (FARC) ist ein Berufstitel im Bereich des Steuerwesens, der vor allem von Mitarbeitern in Steuerberatungskanzleien durch eine Fortbildungsprüfung bei den Steuerberaterkammern erlangt werden kann. Vor allem durch die Digitalisierung sind die Mandanten von Steuerberatern zunehmend an betriebswirtschaftlicher Beratung interessiert. So benötigen Mandanten beispielsweise Beratungen in der Unternehmensnachfolge oder Auswertungen und Empfehlungen für die laufende Unternehmensführung. Der Steuerberater ist dabei auf Mitarbeiter angewiesen, die sich auf dieses betriebswirtschaftliche Fachgebiet spezialisiert haben, über grundlegende Kenntnisse im Controlling sowie der Jahresabschlussanalyse verfügen und Beratungsvorgänge qualifiziert vor- und nachbereiten können. Der FARC ist mit weiteren Fortbildungsangeboten der Steuerberaterkammern, wie den Fachassistenten Lohn und Gehalt (FALG), Digitalisierung und IT-Prozesse (FAIT) bzw. Land- und Forstwirtschaft (FALF) sowie dem Steuerfachwirt (StFW) kombinierbar.

## Zulassungsvoraussetzungen
Der FARC setzt auf einer Ausbildung zum Steuerfachangestellten bzw. einer vergleichbaren Ausbildung auf.
- Steuerfachangestellte, die nach ihrer Ausbildung mindestens zwei Jahre auf dem Gebiet des Steuer- und Rechnungswesens bei einem Steuerberater o. ä. bei einem Umfang von mindestens 16 Wochenstunden tätig waren
- Hochschulabsolventen eines mindestens dreijährigen betriebswirtschaftlichen Studiums, die danach wenigstens zwei Jahre auf dem Gebiet des Steuer- und Rechnungswesens bei einem Steuerberater o. ä. bei einem Umfang von mindestens 16 Wochenstunden tätig waren
- Personen mit einer gleichwertigen kaufmännischen Berufsausbildung (z. B. Bankkaufmann, Industriekaufmann), mindestens vier Jahre auf dem Gebiet des Steuer- und Rechnungswesens, davon mindestens drei Jahre bei einem Steuerberater o. ä. bei einem Umfang von mindestens 16 Wochenstunden tätig waren
- Personen ohne gleichwertige Berufsausbildung, die mindestens sechs Jahre auf dem Gebiet des Steuer- und Rechnungswesens, davon mindestens vier Jahre bei einem Steuerberater o. ä. bei einem Umfang von mindestens 16 Wochenstunden tätig waren[3]

## Prüfungsschwerpunkte
Der Tätigkeitsschwerpunkt des Fachassistenten Rechnungswesen und Controlling liegt auf dem externen und internen Rechnungswesen. Dazu zählen insbesondere Buchführung und Bilanzierung, betriebswirtschaftliche Auswertung, Controlling und Jahresabschlusserstellung und-analyse sowie die integrierte Unternehmensplanung.

## Externes Rechnungswesen
- Buchführung
- Jahresabschluss nach Handels- und Steuerrecht

## Internes Rechnungswesen
- Kosten- und Leistungsrechnung
- Controlling
- Jahresabschlussanalyse

Die Prüfung besteht aus einer schriftlichen Klausur (4 Stunden) und einer mündlichen Prüfung. In der Prüfungsordnung werden alle weiteren Prüfungsvoraussetzungen und -bedingungen genannt.

## Prüfungsdurchführung
Die Anmeldung zur Prüfung erfolgt über die örtlichen Steuerberaterkammern, bei denen nähere Informationen zur Prüfung zu finden sind. Einige Steuerberaterkammern stellen spezielle Informationsflyer zur Verfügung.